# 베트남 텔레비전 (베트남 공화국)
베트남 텔레비전(베트남어: Đài Truyền Hình Việt Nam, 약칭 THVN)은 사이공에 1966년부터 1975년 4월 29일까지 존재했던 베트남 공화국의 국영 텔레비전 방송국이다. 베트남에서 최초로 설립된 텔레비전 방송국으로 베트남 공화국 정부의 '베트남 방송과'(Nha Vô tuyến Truyền hình Việt Nam)에 소속되어 운영되었다. 해당 방송국의 채널번호는 9번(4.5 MHz)이었으며, 그 때문에 방송국은 별칭으로 채널 9(Đài số 9) 또는 THVN 9으로 불리기도 했다. 방송은 미국의 FCC 기준을 따른 흑백방송이었다.

## 같이 보기
- 베트남 텔레비전 (베트남 사회주의 공화국)
- 호찌민시 텔레비전